# Setge de Bastogne
El setge de Bastogne fou un enfrontament militar entre forces nord-americanes i alemanyes a la ciutat belga de Bastogne, emmarcada dins la batalla de les Ardenes durant la Segona Guerra Mundial. La pretensió de l'ofensiva alemanya era arribar fins a Anvers. Per aconseguir-ho abans que els aliats poguessin reagrupar-se i treure partit de la seva superioritat aèria, les forces mecanitzades alemanyes havien de prendre les carreteres de l'est de Bèlgica. Com que les set principals carreteres a la serralada de les Ardenes confluïen a la petita ciutat de Bastogne, el control del seu encreuament de camins resultava vital per a l'atac alemany. El setge va durar des del 20 fins al 27 de desembre de 1944, quan els assetjats nord-americans van ser rellevats per elements del Tercer Exèrcit del general Patton.

## Antecedents
Després de la reeixida invasió de Normandia i la posterior embranzida cap a l'Est a través de França, les línies del front aliades s'estenien des de Nimega al nord fins a la neutral Suïssa al sud. La valuosa ciutat portuària d'Anvers havia estat presa durant aquest avanç, i amb l'arribada de l'hivern, els aliats havien arribat fins i tot a dominar territori alemany, concretament un petit tros de terreny proper a la ciutat d'Aquisgrà. Adolf Hitler, va idear un pla per contraatacar aquest avenç, i va escollir les línies aliades a Bèlgica per a realitzar-lo. 55 divisions es llançarien en un atac sorpresa a través de les Ardenes, amb l'objectiu de creuar el riu Mosa i tornar a prendre Anvers. tot i els seriosos dubtes per part dels seus principals comandants, inclosos Gerd von Rundstedt i Walther Model, el pla de Hitler no es va modificar i la data d'engegada fou finalment fixada pel 16 de desembre de 1944. Mentrestant, al bàndol aliat, els comandants consideraven que la zona de les Ardenes era inadequada per a un atac alemany a gran escala, principalment a causa de la configuració del terreny. A més a més, els informes d'intel·ligència suggerien que les úniques divisions alemanyes establertes a la zona estaven cansades, pel que en les setmanes anteriors a l'assalt, cap comandant aliat va veure cap raó per a creure que hi hagués un atac imminent. Bastogne, una ciutat cèntrica que dominava diverses carreteres importants de la zona de les Ardenes, fou defensada principalment per la 28a Divisió d'infanteria, que havia lluitat contínuament des del 22 de juliol fins al 19 de novembre. En compensació pel desgast de tants mesos de combat, a la companyia se'ls va assignar aquesta zona, relativament tranquil·la. Els aliats creien que només hi havia una divisió d'infanteria enfront de la 28a, i van creure que qualsevol atac en aquest sector seria de dimensions reduïdes. A la ciutat de Bastogne hi havia set carreteres d'entrada i set carreteres de sortida de la ciutat. Aquestes carreteres eren importants per als moviments dels blindats alemanys, de manera que la missió de les tropes aliades era controlar aquestes carreteres.
Hasso von Manteuffel, comandament del V Exèrcit Panzer, va donar al XLVII Cos Panzer de Heinrich Freiherr von Lüttwitz la responsabilitat de prendre Bastogne, abans de dirigir-se a travessar el riu Mosa prop de Namur. Von Lüttwitz planejava atacar en un front d'onze quilòmetres amb tres divisions: la 26.ª Volksgrenadier i la 2.ª Panzer que liderarien l'atac, amb la Divisió Lehr darrere d'ells. Enfront d'aquesta significativa força alemanya, tan sols hi havia dos batallons del 110.º Regiment d'Infanteria (el tercer estava retingut com una unitat de reserva), responsable d'un front de 14 quilòmetres i mig al llarg del riu Our. Les forces aliades es van reunir en petits grups a les principals localitats, amb posicions d'avançada al llarg del riu, ocupats només durant el dia, ja que les forces eren massa escasses per mantenir fins i tot una línia de batalla. D'aquesta manera, van centrar la seva atenció en les quatre carreteres que creuaven l'Our.
A causa de la intensa pluja que va precedir l'atac alemany, només una de les carreteres estava en condicions suficientment bones per ser usada com a punt d'encreuament, concretament la carretera més al nord que creuava l'Our per Dasburg camí de Clervaux i Bastogne. La 2a Divisió Panzer fou l'encarregada de travessar el riu al llarg d'aquesta carretera, mentre que la 26a Divisió Volksgrenadier construiria un pont prop de Gemünd per creuar-ho. Von Lüttwitz es va adonar de la importància del nus de carreteres de Bastogne pel que sabia que la ciutat havia de ser capturada abans que les seves forces avancessin massa cap a l'Oest. Per tant, va ordenar a la Divisió Panzer Lehr que avancés cap a Bastogne just quan la resta de les seves tropes van travessar el riu Clerve.

## Preludis

### L'atac
La tarda del 15 de desembre, la 26a Volksgrenadier va establir una línia de posicions d'avançada a la riba occidental de l'Our, cosa que feien rutinàriament a la nit. A les 03:00 AM, els enginyers van començar a transportar homes i equipament pel riu on van començar a concentrar-se en un punt de partida determinat prèviament i bastant a prop de les guarnicions nord-americanes. A les 05:30 AM, l'artilleria alemanya va començar a bombardejar les posicions nord-americanes, deixant fora de combat les línies telefòniques, mentre que la infanteria començava a avançar. Els alemanys van atacar ràpidament, i el seu avanç va ser possible gràcies a la simple superioritat numèrica. A Weiler, una companyia nord-americana, recolzada per alguns morters i un escamot d'armes antitanc, van resistir fins al capvespre els repetits atacs de múltiples batallons alemanys. Els enginyers alemanys van acabar els ponts sobre l'Our abans que caigués la nit, i els tancs blindats van començar a moure's cap al front, incrementant la superioritat numèrica alemanya. Tot i això, els alemanys es van veure significativament retardats pels defensors nord-americans; el seu pla de creuar completament el Clerve al capvespre del primer dia de l'atac es va veure retardat dos dies.
El 19 de desembre, el comandament de la 28a Divisió va passar de Bastogne a Wiltz, una localitat gran al sud-est. A Wiltz, la divisió va presentar la seva última resistència; el 3r escamot de la 110a, recolzat per blindats i artilleria, va arribar a la ciutat al voltant del migdia. El 44è escamot d'enginyers fou situat al nord de la ciutat, però aviat es van veure sobrepassats i es van retirar a l'interior de la ciutat. Tot i això va aconseguir volar un pont que va quedar darrere d'ells. Aquesta petita força aliada, que no arribava a 500 homes en total, va resistir fins a la tarda, quan la seva posició es va veure totalment insostenible i es van retirar a l'oest. Amb la 110a d'infanteria completament destruïda com a unitat de combat efectiva, la tasca de defensar Bastogne quedava a càrrec de la resta de l'exèrcit aliat.

### Implicació de reserves
Tot i alguns senyals destacats durant les setmanes precedents a l'atac, l'ofensiva de les Ardenes fou una sorpresa pel bàndol aliat. Al final del segon dia de batalla, es va fer evident que la 28a Divisió d'Infanteria estava a prop d'esfondrar-se. El major general Troy H. Middleton, comandant del VIII Cos, va ordenar a part de la seva reserva blindada (Escamot de Combat B de la 10a divisió blindada, conegut com a ECB o CCB) que anés a Bastogne. L'ECB estava format pel 3r escamot de Tancs, 20è escamot d'Infanteria Blindada, la Companyia C del 21è escamot de Tancs, la Companyia B del 54è escamot d'Infanteria Blindada, la Companyia C, el 609è escamot de Tancs, 420è escamot d'Artilleria de camp blindada i tres companyies de tropes de suport. Mentrestant, el general Eisenhower va ordenar que es preparés la reserva de la SHAEF, composta per les divisions aerotransportades 82a Divisió Aerotransportada i la 101a Divisió Aerotransportada a Reims. Aquestes eren tropes veteranes que havien servit amb distinció des dels llançaments en paracaigudes a Normandia i estaven descansant i reabastint-se després de dos mesos de combat als Països Baixos. Ambdues divisions van ser posades en alerta la tarda del 17 de desembre, i no tenint assignat un transport, van començar a organitzar camions per al moviment d'avanç. La 82ª,que portava més temps en reserva i, per tant, estava millor equipada, va ser la primera a moure's. La 101a va deixar Camp Mourmelon la tarda del 18 de desembre, amb l'ordre de marxa tant per l'artilleria com pels trens de la divisió, el 501è Regiment d'Infanteria paracaigudista (PIR), 506è PIR, 502e PIR i la 327è Infanteria. Gran part del comboi va ser dirigit de nit enmig del plugim i l'aiguaneu que queia, usant els fars dels automòbils tot i l'amenaça d'un atac aeri, amb la intenció d'apressar el moviment, de manera que en un punt determinat, la columna combinada s'estenia des de Bouillon a Bèlgica fins a Reims a la rereguarda.
La 101a Aerotransportada fou dirigida a Bastogne, situada a 172 quilòmetres sobre un alt altiplà de 446 metres d'alt, mentre que la 82a Aerotransportada va prendre posicions més al nord, per bloquejar el decisiu avanç de la Kampfgruppe Peiper cap a Werbomont. El 705.º escamot de Antitancs, en reserva a 96 quilòmetres al nord, va rebre l'ordre d'anar a Bastogne per proporcionar suport antitanc als blindats. Els primers elements de la 501.º PIR van entrar a la zona de reunió de la divisió a 6 quilòmetres a l'oest de Bastogne, poc després de la mitjanit del 19 de desembre, i per les 09:00 AM tota la divisió havia arribat.
El general McAuliffe va enviar a la 501.º PIR a l'est creuant Bastogne a les 06:00AM per desenvolupar la situació. A les 09:00, havia avançat i s'havia desplegat a banda i banda de la carretera que uneix Magéret i Longvilly, on la Divisió Panzer Lehr estava implicada en un atac que va durar tot el dia per destruir als equips de combat d'infanteria blindada que tenien com a missió ralentir l'avanç alemany. La 506.º va seguir poc després, amb el seu 1r escamot dedicat a establir una posició de bloqueig a Noville. La 502.º PIR va marxar al nord i nord-oest per establir una línia des de Champs a l'est fins a Recogne, mentre que el 327.º GIR, protegiria la zona de servei de la divisió a l'oest de Bastogne fins que es poguessin esbrinar quines eren les intencions alemanyes.
Quan els principals comandants aliats es van trobar en un búnker a Verdún el 19 de desembre, la ciutat de Bastogne i la seva xarxa de carreteres, que recorrien el terreny muntanyenc i ple de fang de la regió de les Ardenes estava en mans alemanyes, situación que duraria diversos dies. Segons el pla alemany, dues columnes havien d'haver sobrepassat la ciutat pel sud i el nord, la 2a Divisió Panzer i la Divisió Panzer-Lehr del XLVII Cos de l'exèrcit Panzer, així com el cos d'infanteria (26a Divisió Volksgrenadier). Però s'havien vist entorpides, ralentides i frustrades en batalles exteriors en les posicions defensives allunyades fins a 16 quilòmetres de la ciutat. A poc a poc, els aliats s'estaven retirant a les defenses ràpidament construïdes dins del municipi. L'únic corredor que estava obert (al sud-est) estava amenaçat i es tancava esporàdicament segons la línia del front anava canviant. S'esperava que el cèrcol es tanqués completament més ràpid que tard.

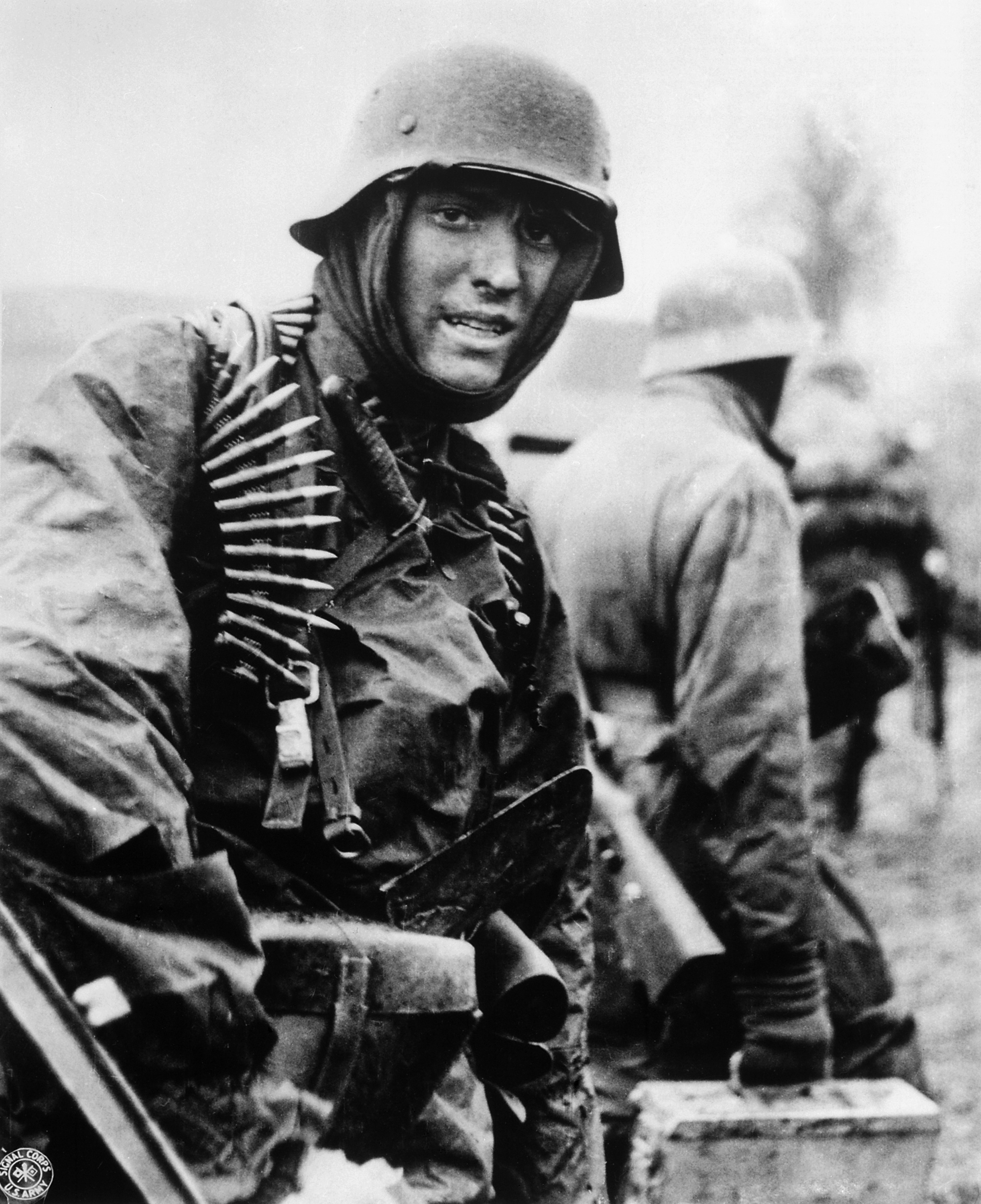
Un metrallador alemany marxant per les Ardenes al desembre de 1944.

### Combat inicial en Noville
Els dies 19 i 20 de desembre, el 1r escamot de la 506.º PIR va rebre l'ordre de recolzar a l'Equip Desobry (del major William R. Desobry), una força d'infanteria de tancs amb grandària d'un escamot de la 10a Divisió Blindada a la qual es va assignar la tasca de defensar Noville situada al nord-nord-est tant de Foy com de Bastogne just a 7 quilòmetres. Amb només quatre caçatancs M18 del 705.º escamot anticarros per ajudar, els paracaigudistes van atacar unitats de la 2a Divisió Panzer, la missió de la qual era procedir per carreteres secundàries a través de Monaville (just al nord-oest de Bastogne) per capturar una carretera clau i prendre, entre altres objectius, dipòsits de carburant, que a la llarga fou la causa que la contraofensiva alemanya fallés i fracassés. Preocupat per l'amenaça al seu flanc esquerre a Bastogne, l'exèrcit alemany va organitzar un gran atac d'armes combinades per prendre Noville. El viatge a gran velocitat de l'Equip Desobry va aconseguir bloquejar la posició alemanya, i és considerat un dels pocs casos documentats en els quals la llegendària velocitat del M18 Hellcat (88 km/h) fou realment usada per arribar abans que la força enemiga tal com estava previst en el seu disseny.
L'atac del 1r  escamot i dels caçatancs M18 Hellcat del 705º, l'escamot TD va destruir almenys 30 tancs alemanys i van infligir entre 500 i 1000 baixes. Els caçatancs M18 van abatre a 24 soldats, incloent diversos tancs Tiger, i es creu que, en part, gràcies a la seva capacitat per "disparar i sortir volant" a gran velocitat per després reaparèixer en un altre punt del camp de batalla. Aquest fet, permetia aparentar que era un altre vehicle diferent, circumstància que va tenir un gran paper a l'hora de confondre i arrelantir l'atac alemany, que posteriorment es va detenir, deixant als nord-americans en possessió de la ciutat a la nit. El 3r escamot se li va ordenar seguir endavant d'una posició de reserva al nord de Bastogne per alleujar la pressió sobre el 1r escamot ocupant posicions de suport al sud de Foy.
Les greus pèrdues infligides pels caçatancs van conduir al comandant alemany a creure que la ciutat estava sent defensada per una força molt més gran que la que realment hi havia i va evitar més atacs a la localitat. Aquest retard va donar a la 101 temps suficient per organitzar les defenses al voltant de Bastogne. Això, suposaria un retard de dos dies a la 2a Divisió Panzer per continuar la seva missió original cap al riu Mosa. Com a conseqüència d'haver-se vist retinguda a Bastogne, i el seu fracàs a l'hora de desallotjar a les forces aerotransportades, la columna al final es va quedar sense combustible a Celles, on fou destruïda per la 2.ª Divisió Blindada i la 29.a Brigada Blindada.
Quan el 1r escamot va sortir de Noville el dia 20, el poble de Foy a mig camí al centre de Bastogne havia estat pres al 3r escamot en un atac separat, forçant al 1r escamot a obrir-se pas fins a Foy lluitant. Quan el 1r escamot es va posar fora de perill darrere de les línies nord-americanes, havia perdut 13 oficials i 199 soldats, d'una tropa total de 600 homes, el que va comportar que fos categoritzada com a divisió de reserva. L'Equip Desobry va perdre un quart de les seves tropes i es va veure reduït a només quatre tancs de talla mitjana quan va passar a través de les línies del 3r escamot.

## Batalla
La 101a Divisió Aerotransportada va formar un perímetre complet usant al 502è PIR en el sortint nord-oest per bloquejar a la 2a Divisió Panzer, al 506è PIR per bloquejar el pas des de Noville, el 501è PIR defensant l'avanç per l'est, i el 327è GIR disseminat des de Marvie al sud-est fins a Quatre-Champs en el flanc oest al llarg del perímetre meridional, augmentat per unitats d'enginyers i d'artilleria que tapaven buits a la línia. La zona de servei de la divisió a l'oest de Bastogne havia sofert una incursió la primera nit, causant la pèrdua de gairebé tota la companyia mèdica, pel que nombroses tropes de servei es van usar com a infanteria per reforçar les escasses línies. L'ECB de la 10a Divisió Blindada, que estava severament afeblida per les pèrdues en els equips Desobry (major William R. Desobry), Cherry (tinent coronel Henry T. Cherry), i O'Hara (tinent coronel James O'Hara), van formar una "brigada d'incendis" mòbil de 40 tancs lleugers i mitjans (incloent als supervivents de la 9a Divisió Blindada CCR i vuit tancs de reemplaçament oposats sense assignar a Bastogne).
Tres escamots d'artilleria, incloent un integrat totalment per afroamericans, el 969è escamot d'Artilleria de camp, foren reunits formant un grup d'artilleria temporal. Cadascun tenia dotze obusos de 155 mm, proporcionant a la divisió potència de foc en totes les direccions, restringides només pel seu limitat subministrament de municions. El coronel Roberts, al comandament de la ECB, també tenia més de 600 ressagats de la derrota aclaparadora del VIII Cos i va formar l'equip SNAFU com una altra força de substituts.
Com a resultat de la poderosa defensa nord-americana al nord i a l'est, el comandant del XLVII Cos Panzer, el general von Lüttwitz va decidir envoltar Bastogne i atacar des del sud i el sud-oest, a partir de la nit del 20 al 21 de desembre. Les unitats alemanyes de reconeixement Panzer van tenir un èxit inicial, gairebé sobrepassant les posicions d'artilleria dels nord-americans al sud-oest de Bastogne abans que fossin aturats. 
Els soldats nord-americans estaven sobrepassats numèricament i mancats d'equipament pel fred, de munició, de subministraments mèdics i de lideratge d'oficials experimentats (posat que molts d'ells, incloent el major general que comandava la 101a, Maxwell Taylor, estaven en altres llocs). A causa que era un dels pitjors hiverns en anys, les forces nord-americanes envoltades no podien rebre avituallaments per aire, ni van tenir disponible suport aeri tàctic a causa del temps ennuvolat. El 21 de desembre els alemanys havien envoltat Bastogne, que estava defensada per la 101a Divisió Aerotransportada i l'escamnot de Combat B de la 10a Divisió Blindada.
El 22 de desembre la munició d'artilleria es va restringir a 10 rondes per canó al dia. Les dues divisions Panzer del XLVII Cos Panzer, la 2a i la Lehr, que havien usat la seva mobilitat per aïllar Bastogne, en lloc d'atacar la ciutat amb una sola força poderosa, van continuar cap al riu Mosa. Van deixar només un regiment darrere, el 901r Regiment Lehr Panzer, per ajudar a la 26a Divisió Volksgrenadier que havia d'intentar prendre la confluència de carreteres. El XLVII Cos Panzer va provar diferents punts del perímetre defensiu meridional i occidental esglaonat, on Bastogne estava defensada per només un regiment aerotransportat i unitats auxiliars actuant com a infanteria. Això va servir d'avantatge als nord-americans de les línies interiors de comunicació. Els defensors van ser capaços de moure el foc d'artilleria i traslladar les seves limitades forces blindades ad hoc per enfrontar-se a cada assalt successiu.

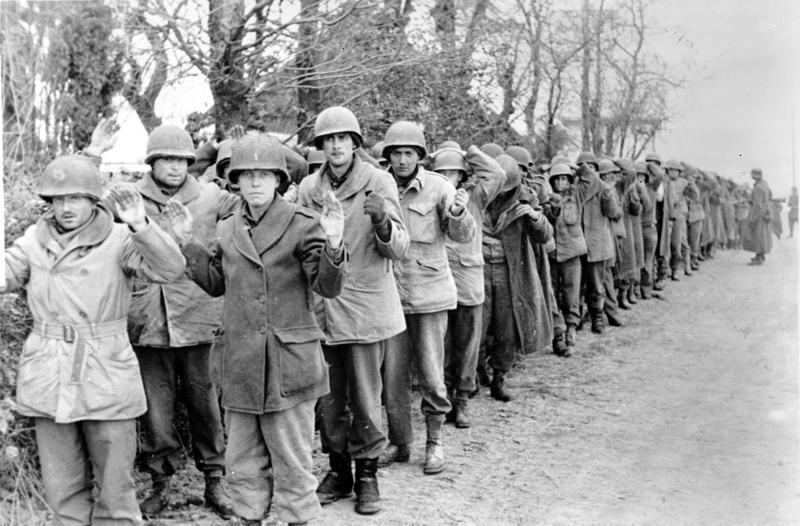
Presoners de guerra nord-americans el 22 de desembre de 1944.

Fou aquest dia, i en aquestes cirvumstàncies que esdevé la cita més famosa de la batalla. Un grup alemany amb bandera de treva va entrar a les línies nord-americanes al sud-est de Bastogne. Portaven un ultimàtum del comandant alemany,el tinent general Heinrich Freiherr von Lüttwitz per a la rendició de la ciutat. Quan el general de brigada Anthony McAuliffe, que actuava com a comandant de la 101a Aerotransportada, va tenir coneixement de l'exigència nazi de rendir-se, frustrat va respondre, "Nuts!". Després de despatxar altres assumptes més peremptoris, un membre del seu personal li va recordar que havien de respondre a l'exigència alemanya. Tot i que a l'acta de la reunió, un oficial, el tinent coronel Harry Kinnard, va anotar que la resposta inicial de McAuliffe era "tough to beat" ("difícil de derrotar"), el que va escriure McAuliffe en el paper, mecanografiat i lliurat als alemanys, fou la primera expressió feta, i que es feu famosa. L'expressió "NUTS!" vs permetre elevar la moral de les seves tropes. Els alemanys no van entendre l'expressió fins que el comandant del 327è GIR la va interpretar com "Vés-te'n a la merda!". També els aliats no nord-americans van haver de rebre explicacions per l'ús d'aquesta expressió.
Les condicions metereològiques van millorar el 23 de desembre, el que va permetre el llançament de subministraments (principalment munició) durant quatre dels cinc dies següents.
En el bàndol alemany, la 26ª VG va rebre un regiment de granaders panzer de la 15a Divisió Panzergrenadier la nit de nadal per a preparar el seu assalt principal programat per a l'endemà. A causa que els mancaven suficients tropes i que les de la Divisió 26ª VG estaven properes a l'esgotament, el XLVII Cos Panzer va concentrar el seu assalt en diverses ubicacions concretes en el costat oest del perímetre en compted de llançar un atac simultani per tots els costats. L'assalt, dirigit per 18 tancs que portaven un escamot d'infanteria va penetrar a les línies del 3r escamot de la 327a (oficialment, el 1r escamot de la 401r d'Infanteria planejadora), avançar fins al lloc de comandament de l'escamot a Hemroulle. Gràcies a això, el 327è va sostenir les seves posicions originals i va rebutjar els succesius assalts d'infanteria, capturant a 92 alemanys. Els panzers que havien aconseguit la penetració es van dividir en dues columnes, una que va intentar aconseguir Champs des de darrere, i que fou destruïda  per dues companyies del 1r escamot de la 502è PIR sota el comandament del tinent coronel Patrick F. Cassidy i quatre caçatancs del 705è escamot de caçatancs.
El control aliat de Bastogne va ser l'obstacle principal per a l'avanç blindat alemany, i va suposar un impuls en la moral de les forces aliades en altres punts del Front Occidental que s'assabentaten de les notícies de la pacient defensa de la ciutat assetjada malgrat els decidits atacs alemanys.

### Trencant el cèrcol
El 26 de desembre, elements del Tercer Exèrcit del general George Patton, amb la punta de llança del 37è escamot Blindat de la 4a Divisió Blindada comandada pel tinent coronel Creighton Abrams van trencar el cèrcol i van obrir un corredor fins a Bastogne. Concretament, van aconseguir que les línies del 326è d'Enginyers i les comunicacions terrestres de la 101a funcionessin, de forma que els dipòsits de subministraments nord-americans van quedar restaurats el 27 de desembre, i els ferits van ser evacuats a rereguarda. El general Taylor va arribar a Bastogne amb la 4a Divisió Blindada i va prendre el comandament.
Amb el setge trencat, els homes de la 101a van creure que serien rellevats, però se'ls va donar l'ordre de reprendre l'ofensiva. El 506è va atacar al nord i va recuperar Recogne el 9 de gener de 1945, Bois Jacques el 10 de gener, i Foy el 13 de gener. El 327è va atacar Bourcy, al nord-est de Bastogne, el 13 de gener i va trobar una tenaç resistència. El 506è va recuperar Noville el 15 de gener i Rachamps l'endemà. El 502è va reforçar al 327è, i els dos regiments van capturar Bourcy el 17 de gener, empenyent als alemanys de tornada al seu punt de partida prenent com a referència el dia en què la divisió havia arribat a Bastogne. L'endemà la divisió fou rellevada.

## Repercussions
Les baixes en la 101a Divisió Aerotransportada des del 19 de desembre de 1944 fins al 6 de gener de 1945 van ser 341 morts, 1691 ferits, i 516 desapareguts. Després de la batalla, els diaris es van referir a la divisió com els "Battered Bastards of Bastogne" ("Els bastards malferits de Bastogne"). L'ECB de la 10a Divisió Blindada van tenir aproximadament 500 baixes.

Mapa dels moviments de tropes durant la batalla de les Ardenas. Bastogne està prop del centre.
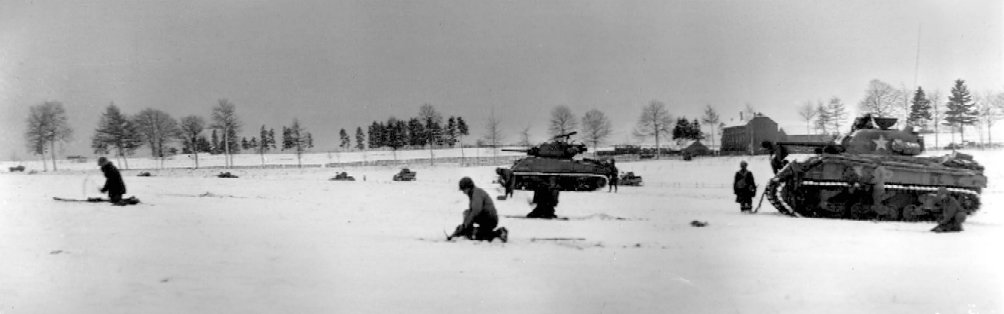
Tancs de la 44.ª Infanteria Blindada i 6.ª Divisió Blindada prop de Bastogne, 31 de desembre de 1944.
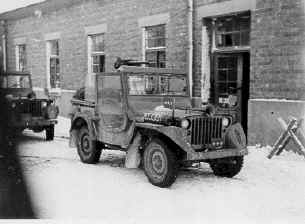
Jeep del general Patton en Bastogne, 1 de gener de 1945.
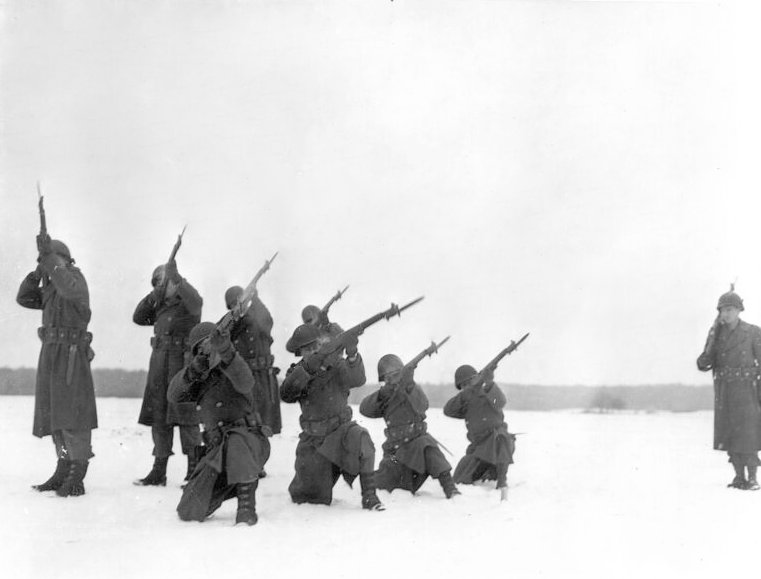
Membres de la Companyia C, 9è. d'Enginyers, duen a terme un servei funerari pels morts durant el setge, 22 de gener de 1945.
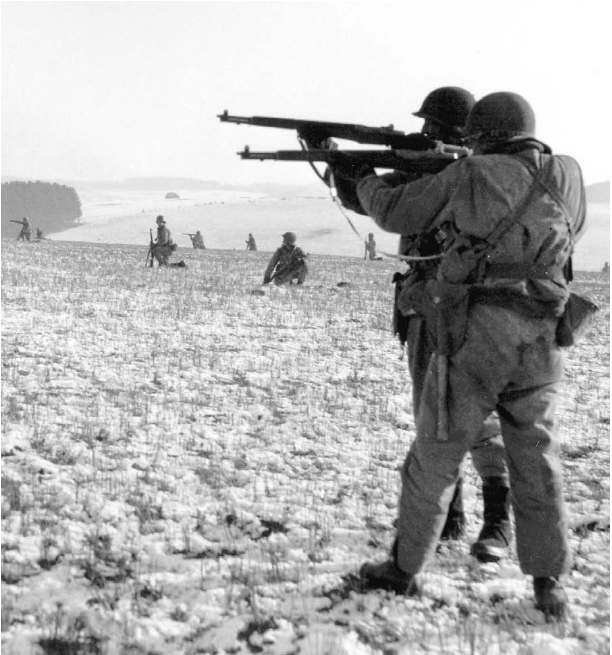
Força d'infanteria de relleu prop de Bastogne, desembre de 1944.